# 링컨 성경

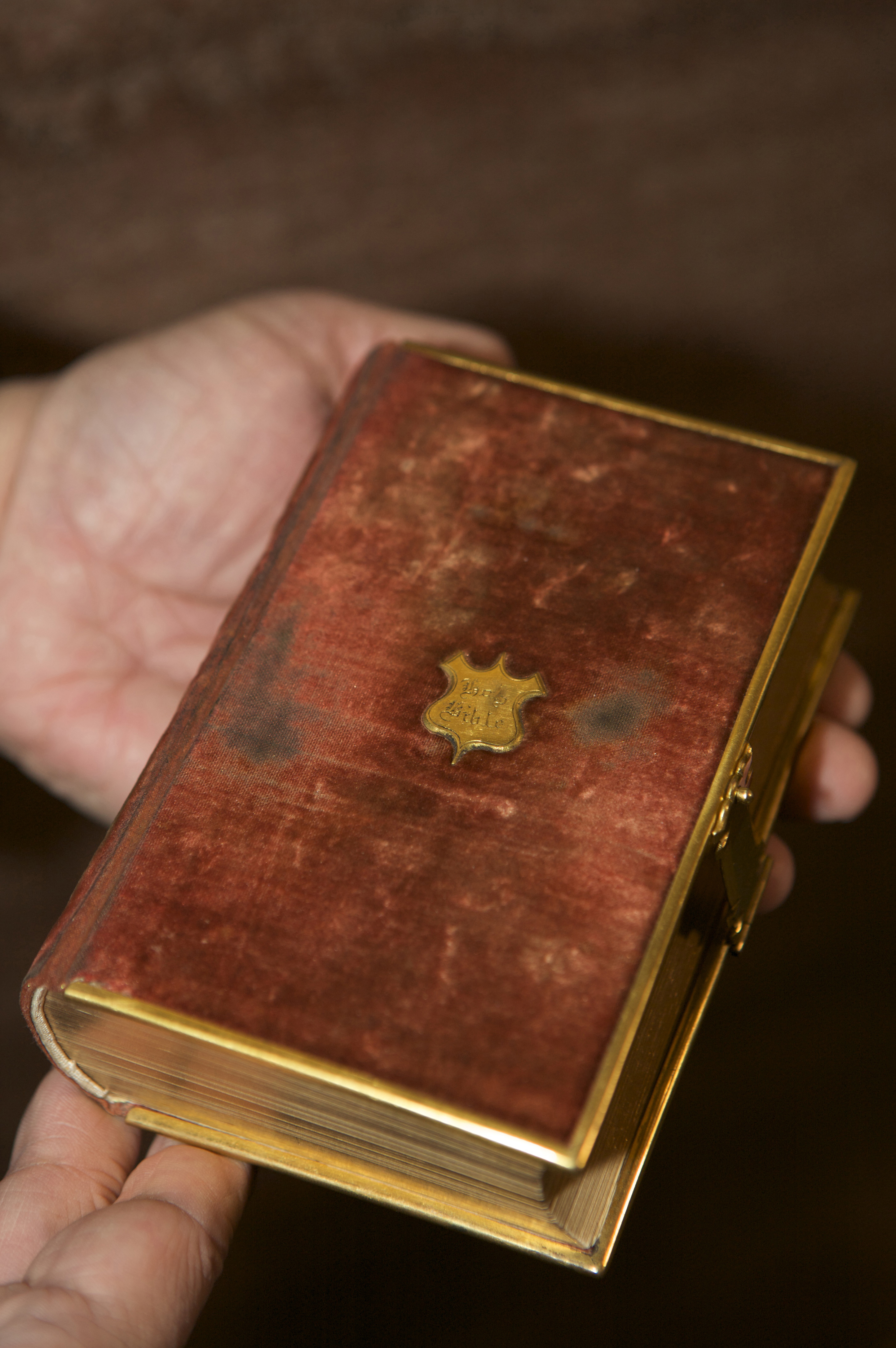
링컨 성경

링컨 성경(영어: Lincoln Bible)은 미국 연방 대법원 서기였던 윌리엄 토머스 캐롤이 소유했던 성경이다. 이 성경은 1861년 에이브러햄 링컨 미국 대통령의 취임 선서용 성경이었다. 또한 2009년과 2013년에 버락 오바마 대통령이, 2017년과 2025년에 도널드 트럼프 대통령이 취임할 때도 사용되었다. 이 성경은 링컨의 첫 취임식 이후 캐롤에게 반환되었다. 그는 링컨 암살 이후 어느 시점에 링컨가에 성경을 주었다. 메리 할런 링컨은 나중에 1928년에 이 성경을 미국 의회도서관에 기증했다.

## 개요
이 성경은 옥스퍼드 대학교 출판부에서 1853년에 출판한 킹 제임스 성경 판본이다. 1280페이지로 구성되어 있으며, 크기는 대략 길이 6 인치 (150 mm), 너비 4 인치 (100 mm), 두께 1.75 인치 (44 mm)이다. 금붙임 가장자리가 있는 자주색 우단으로 제본되어 있다. 성경의 뒷 간지에는 미국 연방 대법원의 인장과 1861년 취임식 기록이 있다. 이 성경은 희귀판이 아니며, 링컨 성경의 역사적 중요성이 없는 유사한 성경의 가치는 대략 30달러에서 40달러 정도이다.

## 역사

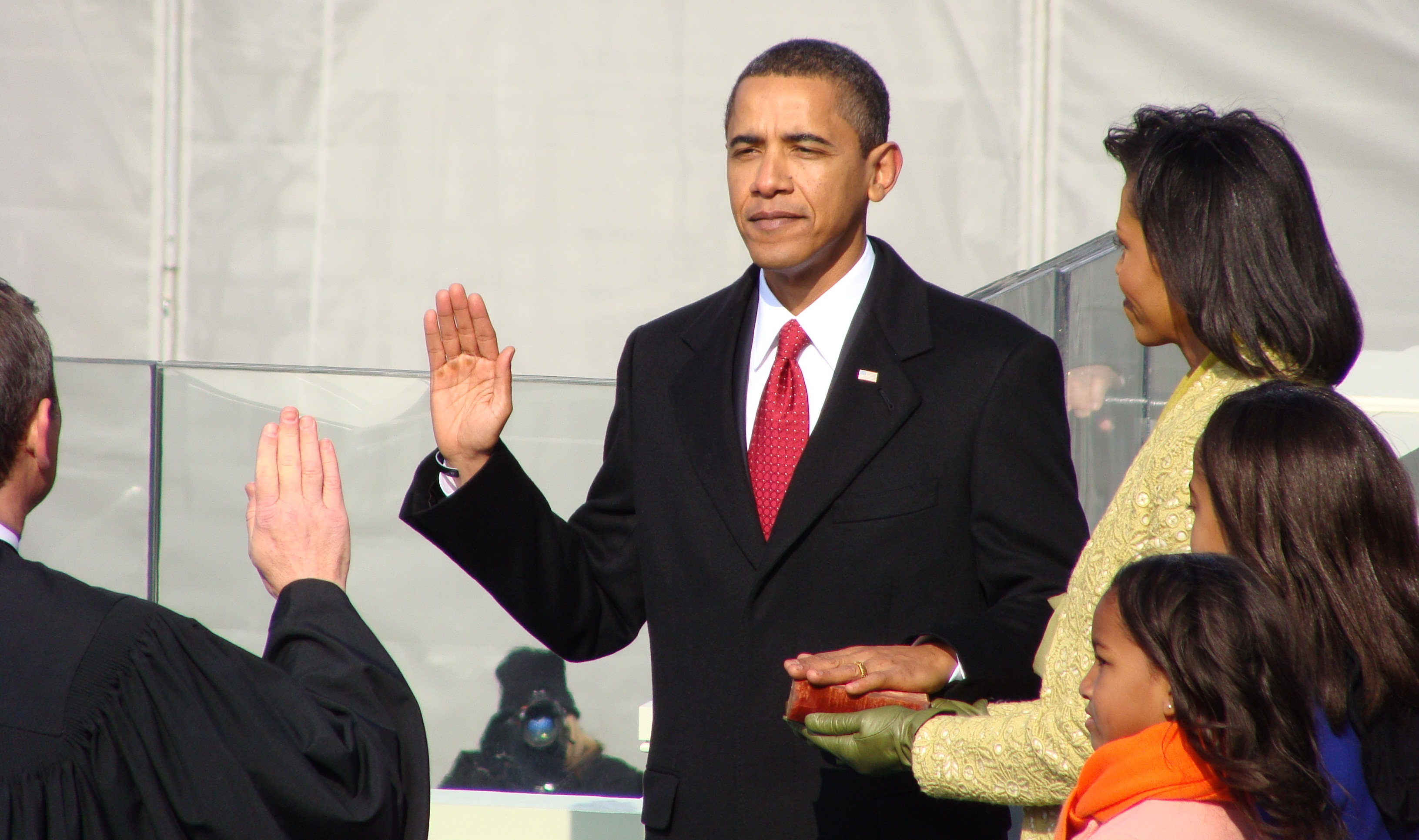
버락 오바마가 2009년 1월 20일 첫 취임식에서 미셸 오바마가 들고 있는 링컨 성경을 사용하여 취임 선서를 하고 있다.

에이브러햄 링컨은 1861년 취임식을 위해 워싱턴 D.C.에 도착했다. 그의 소지품 중 성경은 아직 도착하지 않았다. 미국 연방 대법원 서기였던 윌리엄 토머스 캐롤은 자신이 공무용으로 보관하던 성경을 가져왔다. 이것이 링컨 성경이 되었다. 성경은 한동안 캐롤에게 남아 있었지만, 링컨가는 알 수 없는 시점에 이 성경을 얻게 되었다. 이 성경은 나중에 1928년까지 링컨가에 남아 있었고, 그 시점에 로버트 토드 링컨의 미망인 메리 유니스 할런이 미국 의회도서관에 기증했다. 성경이 기증되었을 때, 신명기 31장과 호세아서 4장에 책갈피가 꽂혀 있었다. 텔레그래프 헤럴드는 기증 당시 이에 대해 언급하며 신명기 31장 6절과 호세아서 4장 1~3절이 남북 전쟁의 혼란과 공명한다고 언급했다.
버락 오바마는 2009년과 2013년 취임식에 이 성경을 사용하기로 선택했다. 이 성경은 링컨 탄생 200주년 기념 행사로 2009년 2월부터 5월까지 미국 의회도서관에 전시되었다. 이 성경은 2016년 9월 14일 칼라 헤이든이 제14대 미국 의회도서관장으로 취임 선서를 할 때 사용되었다. 도널드 트럼프는 2017년 1월 20일 첫 취임식에서 이 성경과 어린 시절 성경에 손을 얹고 취임 선서를 했다. 트럼프는 2025년 1월 20일 두 번째 취임식에서 그의 어머니가 준 어린 시절 성경과 함께 이 성경을 다시 사용했다. 하지만 그는 취임 선서 중 어느 성경에도 손을 얹지 않았다.

## 같이 보기
- 미국 대통령 취임식
- 조지 워싱턴 취임식 성경
- 에이브러햄 링컨의 종교적 견해